# Њу Александрија (Охајо)
Њу Александрија (енгл. New Alexandria) град је у америчкој савезној држави Охајо.

## Демографија
По попису из 2010. године број становника је 272, што је 50 (22,5%) становника више него 2000. године.
| Група             | 2000.       | 2010.       |
| Белци             | 218 (98,2%) | 264 (97,1%) |
| Афроамериканци    | 0 (0,0%)    | 4 (1,5%)    |
| Азијати           | 0 (0,0%)    | 0 (0,0%)    |
| Хиспаноамериканци | 0 (0,0%)    | 0 (0,0%)    |
| Укупно            | 222         | 272         |